# Noc na Karlsztejnie
Noc na Karlsztejnie (cz. Noc na Karlštejně) – czechosłowacki film muzyczny (mini musical) z 1973 roku.

## Obsada
- Vlastimil Brodský – Cesarz Karol IV
- Jana Brejchová – Cesarzowa Elżbieta pomorska
- Pavel Bartoň – Pachołek
- Josef Bláha – Pachołek
- Slávka Budínová – Pani Ofka
- Karel Hála – Pachołek
- Jaromír Hanzlík – Giermek cesarski
- Karel Höger – Arcybiskup Arnoszt z Pardubic
- Daniela Kolářová – Siostrzenica burgrabiego
- Jaroslav Marvan – Burgrabia
- Waldemar Matuška – Król Cypru Piotr
- Petr Spálený – Pachołek
- Karel Štědrý – Pachołek
- Miloš Kopecký – Książę Stefan z Bawarii

## Fabuła
Akcja filmu rozgrywa się w murach zamku Karlsztejn pod Pragą. Cesarz Karol IV wydał rozkaz zabraniający przebywaniu na zamku kobiet. Okazuje się, że przynajmniej dwie niewiasty mają zamiar złamać cesarski zakaz: córka kasztelana zamku i sama cesarzowa. Obie przedostają się do zamku w męskich przebraniach wywołując prawdziwy zamęt mimo szalonych wysiłków kasztelana starającego się nie dopuścić do skandalu, jakim byłoby znalezienie kobiet w zamku. Sprawę rzeczywiście udaje się zatuszować, choć goście cesarza (król Cypru i władca Bawarii) doskonale wiedzą, co się dzieje na zamku. W końcu cała sprawa wychodzi na jaw, a udobruchany cesarz zmienia zdanie.
Banalna fabuła filmu została błyskotliwie wykorzystana do pokazania wspaniałego wystroju zamku i skarbów, które niegdyś należały do czeskich władców. Film został zrobiony bardzo dobrze od strony technicznej, bardzo dobrze wykorzystano naturalne oświetlenie. W wielu momentach filmu pojawiają się wstawki prezentujące rozwijającą się na wiosnę przyrodę.
Muzykę do filmu napisał Karel Svoboda, jeden z najbardziej znanych i cenionych czeskich kompozytorów muzyki popularnej i filmowej.